# Manuel Ossenkopf

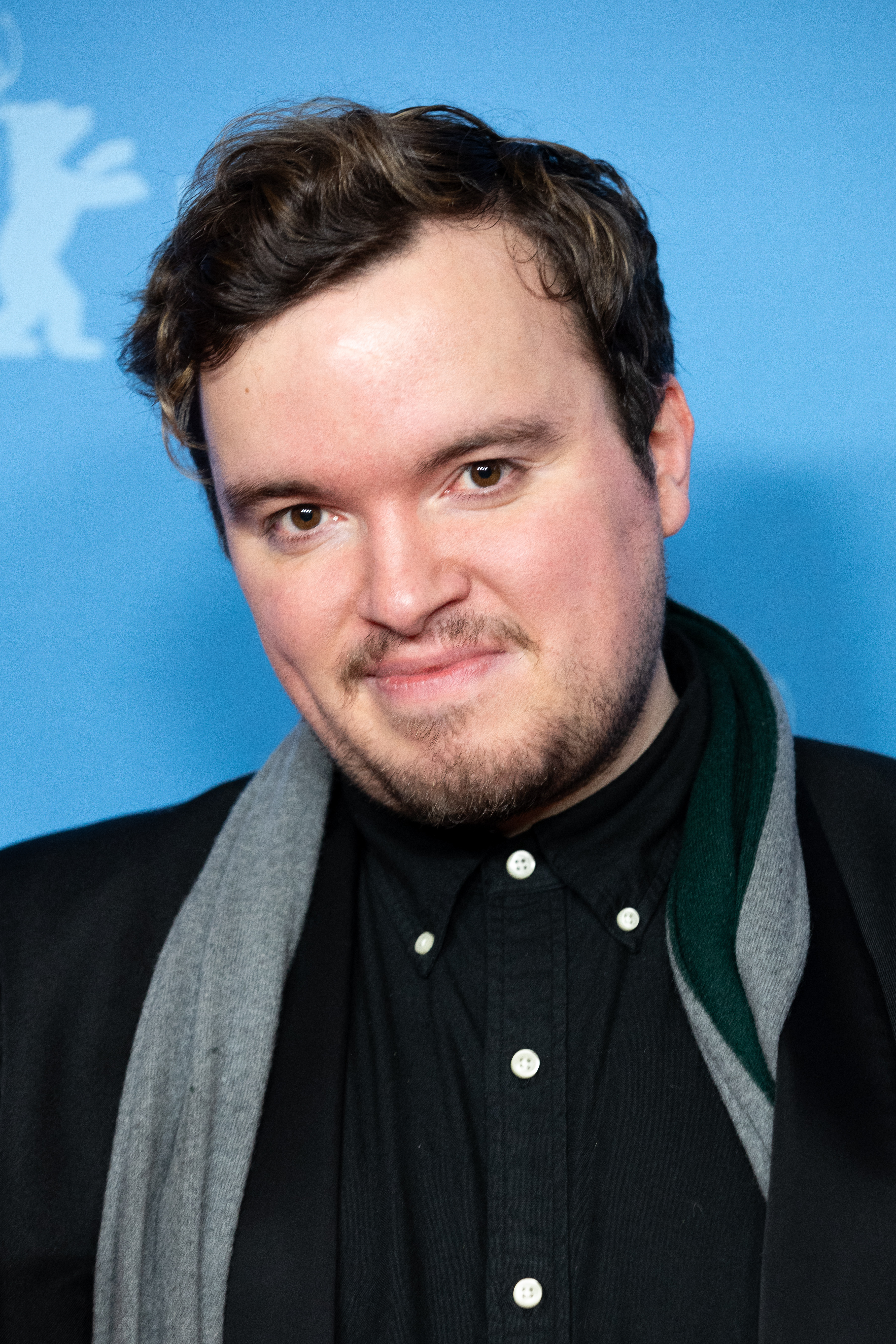
Manuel Ossenkopf während der Berlinale 2020

Manuel Ossenkopf (* 1989 in Gießen) ist ein deutscher Film- und Theaterschauspieler.

## Karriere
Ossenkopf studierte 2014 bis 2018 am Max Reinhardt Seminar. Auf der Theaterbühne war er während seines Studiums mit Studentenproduktionen am Volkstheater Wien und am Burgtheater Wien engagiert.
Sein Filmdebüt gab er in der Netflix-Serie Freud als Opernsänger Frantizek Mucha. Darauf folgten Gastauftritte in Fernsehserien wie Tatort, The Mopes und SOKO Stuttgart. International trat er im Jahr 2022 in der brasilianischen Prime-Video-Serie El Presidente – Das Spiel der Korruption von Oscar-Preisträger Armando Bó junior in Erscheinung.
Ossenkopf lebt abwechselnd in Hamburg und Sao Paulo.

## Filmografie
- 2018: Percht (Kurzfilm)
- 2020: Freud (Fernsehserie, drei Folgen)
- 2021: Tatort: Der feine Geist (Fernsehfilm)
- 2021: The Mopes (Fernsehserie, eine Folge)
- 2022: SOKO Stuttgart (Fernsehserie, eine Folge)
- 2022: El Presidente – Das Spiel der Korruption (Fernsehserie, vier Folgen)
- 2023: Helgoland 513 (Fernsehserie, zwei Folgen)